# Венера перед зеркалом (картина Тициана)
«Венера перед зеркалом», или «Венера с зеркалом» (итал. Venere allo specchio, англ. Venus with a Mirror), — картина, написанная около 1555 года художником итальянского Возрождения венецианской школы Тицианом Вечеллио (Tiziano Vecellio, 1488/1490—1576). Хранится в Национальной галерее искусства в Вашингтоне. Размер картины — 124,5 × 105,5 см. Также употребляется название «Туалет Венеры».

## История

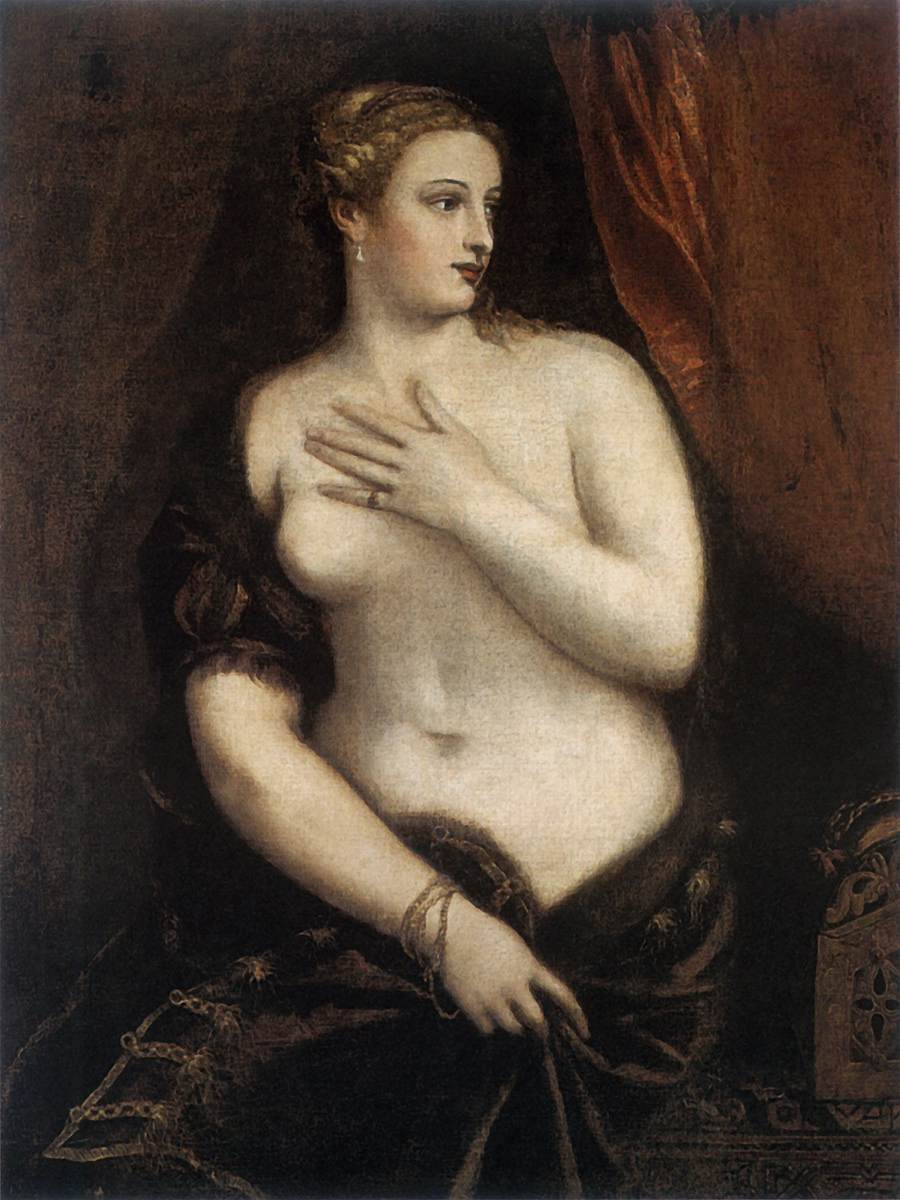
Тициан. Венера перед зеркалом. Ок. 1550. Холст, масло. Ка-д’Оро, Венеция

Картина была написана Тицианом в 1550-х годах, когда художнику было более шестидесяти лет. Тициан высоко ценил эту картину и не хотел никому её продавать, так что она оставалась в его доме до конца его жизни. После смерти Тициана в 1576 году картина перешла по наследству к его сыну Помпонио Вечеллио (Pomponio Vecellio). В 1581 году он продал её вместе с другими картинами Кристофоро Барбариго (Cristoforo Barbarigo) из Венеции, от которого её унаследовал его сын, Андреа Барбариго (Andrea Barbarigo). В течение почти трёх веков картина оставалась в собственности семьи Барбариго в их дворце на Гранд-канале — палаццо Барбариго.
В 1850 году при содействии русского генерального консула в Венеции Александра Хвостова большая часть коллекции Барбариго была приобретена императором Николаем I за 525 тысяч франков для Картинной галереи Императорского Эрмитажа (оставшиеся предметы были проданы в 1854 году с аукциона). Это приобретение вызвало критику, так как не все картины коллекции представляли несомненную ценность, зато «из её состава происходят все находящиеся в Эрмитаже картины Тициана, за исключением „Данаи“ и „Бегства в Египет“». Впоследствии «Венера перед зеркалом» была помещена в один из итальянских кабинетов Нового Эрмитажа, где она находилась вместе с другой известной картиной Тициана «Кающаяся Мария Магдалина», также из собрания Барбариго.
В 1929—1934 годах правительством СССР была санкционирована продажа картин из коллекции Эрмитажа, значительная часть которых была продана через посредников (среди которых была фирма Knoedler) американскому коллекционеру Эндрю Меллону (1855—1937), который в то время был министром финансов США.
В 1931 году «Венера перед зеркалом» была привезена в США вместе с двумя другими картинами — «Распятием» Перуджино и «Мадонной Альбой» Рафаэля. Эти картины прибыли в США в сопровождении Николая Ильина (руководителя «Антиквариата» — подразделения Наркомвнешторга СССР, отвечавшего за экспорт культурных ценностей) и Бориса Краевского (члена коллегии Наркомвнешторга СССР), которые вели переговоры с представителями фирмы Knoedler — встретиться напрямую с Меллоном им не удалось.
После смерти Эндрю Меллона в 1937 году его коллекция перешла к государству и составила основу собрания живописи создаваемой Национальной галереи искусства, в составе которой картина «Венера перед зеркалом» и находится до сих пор.

## Композиция, иконография и символика
Идея и иконография картины восходят к типу изображения «Венер», которым Тициан был увлечён всю жизнь, начиная с первой картины «Спящая Венера», созданной им в содружестве с Джорджоне в 1508—1510 годах. Картина «Венера перед зеркалом» является «одним из самых ярких воплощений гедонистического отношения венецианцев на закате эпохи Возрождения к искусству и жизни, красоте живописи, вкуса к фактуре дорогих материалов, изысканно оттеняющих наготу». В западноевропейской иконографии подобные изображения относят к жанру Locus amoenus (с лат. — «прекрасное, прелестное место»).
Полуобнажённая Венера, прикрывая грудь левой рукой, смотрится в зеркало. Румянец на её лице подчёркивает её молодость и красоту. Её лицо повёрнуто к зрителю почти в профиль, а её отражение в зеркале фактически является «картиной в картине». Считается, что положение рук Венеры на картине Тициана изображено в соответствии с традиционным типом «Венеры Стыдливой», или Целомудренной (лат. Venus Pudica), который восходит к прославленному древнегреческому оригиналу «Афродиты Книдской» (350—330 гг. до н. э.), произведению скульптора Праксителя.
Тициан создал несколько вариантов картины «Венера перед зеркалом». Один из них, возможно, подготовительный этюд, хранится в Галерее Франкетти в венецианском дворце Ка-д’Оро. Ещё один вариант с 1968 года находится в Музее Вальрафа-Рихарца (Кёльн). Известны и другие реплики и копии, по-видимому учеников Тициана.
Мотив зеркала как приём живописной метафоры типичен для многих произведений художников венецианской школы. Этот мотив, как и излюбленный Тицианом тип женской красоты, повторяется и в других его картинах и произведениях его последователей, например в знаменитой картине Диего Веласкеса «Венера с зеркалом» (Венера и купидон; Ок. 1647—1651. Национальная галерея, Лондон), «безусловно восходящий к итальянской школе Джорджоне и Тициана». Историки искусства полагают, что картина Тициана послужила отправной точкой для работы Нормана Роквелла над полотном «Девочка у зеркала» (1954).

## Отзывы
В «Путеводителе по картинной галерее Императорского Эрмитажа» (1910) художник и критик Александр Бенуа, назвав картину «драгоценным перлом» Эрмитажа, дал ей следующую характеристику: «Слишком много в её красках силы и яркости, чего уже нет в более поздних произведениях Тициана. Эту Венеру можно назвать апофеозом венецианской женщины. Идеала греческой богини здесь нечего искать, но Тициан и не задавался такой целью. Ему важно было выразить своё личное поклонение перед роскошью тела, перед его белизной, теплотой, нежностью, перед всей этой цветущей прелестью, обещающей радость любви и бесконечные поколения человеческих существований, нескончаемость земной жизни».
Художник Василий Суриков так отзывался об этой картине в письме к Павлу Чистякову от 17 (29) мая 1884 года: «Наша эрмитажная „Венера с зеркалом“ чуть ли не лучшее произведение Тициана. Вообще к нам в Эрмитаж самые лучшие образчики старых мастеров попали».
Картина Тициана породила и необычные литературные реминисценции: «Величественная богиня укутала своё мраморное тело в широкие меха… С холодным достоинством исследует она свои величественные прелести в зеркале… Эта картина — сплошная лесть в красках… символ тирании и жестокости, таящихся в женщине и её красоте, в который превратилась натурщица Тициана».